# Canudos do Vale
Canudos do Vale is een gemeente in de Braziliaanse deelstaat Rio Grande do Sul. De gemeente telt 2.004 inwoners (schatting 2009).